# Wuttagoonaspis
Il wuttagoonaspide (gen. Wuttagoonaspis) è un pesce placoderma estinto, appartenente agli artrodiri. Visse nel Devoniano medio (circa 390 - 385) e i suoi resti fossili sono stati ritrovati in Australia.

## Descrizione
Questo pesce era di medie dimensioni: il cranio era lungo fino a 18 centimetri, mentre la placca dorsale mediana raggiungeva solitamente la lunghezza di 10 centimetri. Il cranio era a forma di scatola, con un margine convesso e dotato di un'armatura finemente ornamentata. Gli occhi, di dimensioni ridotte, erano posti ai lati del capo e in posizione arretrata. Il muso era arrotondato. Non vi era alcuna differenziazione tra lo scudo cefalico e l'armatura toracica. Appena dietro gli occhi vi erano due sottili spine laterali, appiattite e larghe.

## Classificazione
Il genere Wuttagoonaspis venne descritto per la prima volta da Ritchie nel 1973, sulla base di fossili ritrovati nella zona di Mulga Downs, in Nuovo Galles del Sud (Australia). La specie tipo è Wuttagonaspis fletcheri, ma è nota anche la specie W. milligani.
Wuttagoonaspis è un rappresentante arcaico degli artrodiri, il grande gruppo di placodermi che includeva anche forme famose come Coccosteus e Dunkleosteus. Wuttagoonaspis è stato ascritto al gruppo degli Actinolepida, ma in una famiglia a sé stante (Wuttagonaspididae); affine a Wuttagoonaspis era Yiminaspis, del Devoniano inferiore della Cina.

## Paleoecologia
Wuttagoonaspis era un pesce di acqua dolce, che probabilmente viveva nei pressi del fondale.